# Polska Walcząca (czasopismo)
Polska Walcząca – czasopismo emigracyjne (tygodnik), wydawane od 1939 do 1949.
Początkowo pismo ukazywało się we Francji w Coetquidan. Pierwszy numer ukazał się 29 listopada 1939 w rocznicę powstania listopadowego. Po połączeniu się z pismem „Żołnierz Polski we Francji” wychodziło pod tytułem „Polska Walcząca. Żołnierz polski na Obczyźnie”. Po przegranej kampanii francuskiej 1940 pismo zostało przeniesione do Wielkiej Brytanii i ukazywało się jako „Polska Walcząca. Fighting Poland”. W czasie wydawania we Francji pismo miało charakter gazetki żołnierskiej. Po przeniesieniu do Wielkiej Brytanii zmieniło profil na bardziej uniwersalny i kierowane było do ogółu Polaków przebywających za granicą. Oficjalnym wydawcą pisma był Wydział Propagandy Ministerstwa Spraw Wojskowych.
Redaktorem naczelnym czasopisma był Tymon Terlecki. Z pismem współpracował m.in. Feliks Topolski, Karol Zbyszewski, Antoni Bogusławski, Mieczysław Grydzewski, Aleksander Janta-Połczyński, Wacław Iwaniuk, Herminia Naglerowa, Zygmunt Haupt.